# سفارة البحرين لدى السعودية
سفارة البحرين لدى السعودية هي الممثلية الدبلوماسية العليا لدولة البحرين لدى المملكة العربية السعودية. تقع السفارة في حي السفارات في الرياض.